# Paul Brand (Bildhauer)
Paul Brand (* 16. November 1941 in Solothurn) ist ein Schweizer Bildhauer, der in Norwegen lebt und tätig ist.
Brand lebt in Oslo und ist Mitglied der Norwegischen Bildhauer-Vereinigung. Er lehrt an Hochschulen in Norwegen (1982–84 Statens Kunstakademi, Oslo; 1987–87 Technische Hochschule Trondheim, 1992–98 Statens Kunstakademi, Oslo; seit 1998 Technische Hochschule Trondheim).

## Archiskulpturen in Norwegen
Seine "Archiskulpturen" genannten architektonischen Skulpturen stehen an verschiedenen Orten in Norwegen von Hovden im Süden und Longyearbyen, Spitzbergen, im Norden.
Es handelt sich um architektonische Raumkonstruktionen in Stahl, Kupfer, Aluminium, Holz und Glas in Grössen von 6 bis 15 Metern
- 1968, Aluminium Skulptur, für Norsk Industriforbund
- 1969, Eis Skulptur, Henie-Onstad Kunstmuseum Hövikodden Oslo
- 1973, Nacht im Museum, einzel Ausstellung Henie-Onstad
- 1975, Berner Galerie Bern, Raumkonstruktion
- 1976, Munch Museum Oslo, Projekt Ausstellung
- 1978, Künstler Verband Oslo, Skulpturen und Planbilder
- 1978, Galerie F15 Moss, Konzeptuelle Skulptur

Ab 1978 folgten verschiedene Ausstellungen in Bergen, Lillehammer, Trondheim, Antwerpen, Bern, Rosenheim, Ettlingen, Hanau, Berlin, Oslo, Madrid, Nürnberg, Helsinki, Stockholm, Reykjavík und Rom.

## Monumentalskulpturen
- Hovden, Stahl Konstruktion für ein 1000 Jahre altes Eisenstück (für das Historische Museum in Oslo) 12 Meter hoch
- Lillehammer, Braut-Krone für die Olympischen Winterspiele 1994, Eisen rot lackiert, 15 Meter hoch
- Longyearbyen, Himmelszelt, Galvanisiertes Eisen, Durchmesser 15 Meter, Höhe 8 Meter
- Flughafen Bergen, Gestappelte Pyramiden, 12 Meter hoch
- Rathaus Stavanger, Noch eine Stufe, rot lackierter Stahl, 9 Meter hoch
- Tynset Rathausplatz, Roter Turm, lackierter Stahl, 12,25 Meter hoch